# Hau-Man Lo
Hau-Man Lo (盧厚敏 Lo Hau-Man; Hongkong, 1965) is een Chinees componist, muziekpedagoog, dirigent en hoornist.

## Levensloop
Lo studeerde aan de Hong Kong Academy for Performing Arts, nu: Hong Kong Conservatory of Music (Chinees: 香港音樂學院) in Hongkong. Vervolgens studeerde hij bij Wing-Fai Law, David Gwilt en Wing-Wah Chan aan de Chinese Universiteit (CUHK) (Chinees: 香港中文大學) in Hongkong en behaalde daar zijn Bachelor of Arts (1994) alsook zijn Master of Music (1995) in compositie en als uitvoerend hoornist. Zijn studies voltooide hij bij aan dezelfde universiteit en promoveerde tot Doctor of Musical Arts in compositie (1998). 
Hij is dirigent van de Hong Kong Symphonic Band. Als muziekpedagoog is hij verbonden aan de Chinese Universiteit in Hongkong. 
Als componist schreef hij werken voor verschillende genres zoals muziektheater (opera, toneel), werken voor orkest, harmonieorkest, kerk- en vocale muziek en kamermuziek. Zijn werken werden uitgevoerd in China, Japan, Korea, Singapore, Maleisië, Verenigd Koninkrijk, Duitsland, Frankrijk, Noorwegen, Australië, Taiwan en Nieuw-Zeeland. In 1997 won hij een prijs tijdens de compositiewedstrijd in Honour of China's Resumption of Sovereignty over Hong Kong met zijn orkestwerk Merge. Lo is bestuurslid van de Hong Kong Composers’ Guild. 

## Composities

### Werken voor orkest
- 1986 The Grey Paradise
- 1991 Yao-tai-ling
- 1994 Concert, voor trompet en orkest
- 1996 Merge
- 1997 Rain Sketch, voor hobo en orkest
- 1998 Triptych

### Werken voor harmonieorkest
- 1986 Dream, concert voor trompet, slagwerk en harmonieorkest
- 1994 The League of Marduk
- 2005 Conversing With the Stars, voor twee hoorns en harmonieorkest
- 2005 From the Seven Days
- 2005-2006 Fantasy and Fanfare
- 2007 Fanfare and Parody of Sonorous, voor harmonieorkest
- 2007 Yun Yua Yoa
- 2011 Rain Sketch V, voor klarinetkwartet en harmonieorkest
- 2011 Urban Soundscape - première: door de Youth NeoWinds Band tijdens de Conferentie van de World Association of Symphonic Band and Ensembles (WASBE) in 2011 in Chiayi, Taiwan

### Missen en andere kerkmuziek
- 1995 Requiem, voor sopraan, tenor, gemengd koor en orkest
- 2008 Theme Song of the 3rd Chung Chi Christian Festival - tekst: Yiu-Nam Chan

### Muziektheater

#### Opera's
| Voltooid in | titel                         | aktes  | première                                      | libretto                                          |
| ----------- | ----------------------------- | ------ | --------------------------------------------- | ------------------------------------------------- |
| 1999        | The Lamp of Everlasting Light |        | 14 januari 2000, Hongkong, Kwai Tsing Theatre | King-Man Lo, naar Xun Lu (1881-1936) "Wanderings" |
| 2005        | Cheung Po Chai                | 1 akte |                                               | Wai-Chung Shum, James Cheung                      |
| 2010        | The Lengend of Zhang Baozai   |        | 2010, Shanghai, Shanghai Grand Theatre        | Wai-Chung Shum                                    |

#### Balletten
| Voltooid in | titel              | aktes  | première | libretto | choreografie |
| ----------- | ------------------ | ------ | -------- | -------- | ------------ |
| 1987        | Sinbad and Socerer | 1 akte |          |          |              |

#### Toneelmuziek
- 1994 Silly girl with strange trees
- 1994 Wind stag Romance
- 1995 Caucasian Chalk
- 1995 Ai Dengshi Family
- 1995 Who ran Derby
- 1995 Wu Fight Mosquitoes
- 1999/2001 Three sisters, brother and a cricket
- 2003 Of Phoenix Lineage
- 2008 Of Mountains and Seas
- 2010 Chalk Circle in China
- 2011 And Then There were None

### Vocale muziek

#### Cantates
- The Servant of God, cantate voor sopraan, tenor, gemengd koor en ensemble met traditionele Chinese instrumenten

#### Werken voor koor
- 1986 Stars, voor gemengd koor en piano
- 2005 Farewell To Ying Wa, voor mannenkoor en ensemble met traditionele Chinese instrumenten

#### Liederen
- 1988 Wailing Wall, voor dubbelkwartet
- 1988 Deessee Fantastique, voor dubbelkwartet en slagwerk
- 1989 The Lost Horizon, voor mezzosopraan, klarinet en hoorn
- 1992 Funeral Song, voor tenor, dwarsfluit, klarinet en slagwerk - tekst: Prosper Mérimée, naar Aleksandr Poesjkin
- 1995 Elegy, voor bariton, dwarsfluit, klarinet, viool, cello en bandrecorder

### Kamermuziek
- 1984 Scare, voor koperkwintet
- 1985 Impasse, voor blaaskwintet
- 1985 Breeze & Rain, voor strijkkwartet
- 1985 Nebulas of Orion, voor kamerensemble
- 1987 Mandala, voor blazersensemble en slagwerk
- 1989 Khorezm, voor viool, cello en piano
- 1992 Ruins in Khara-Khoto, voor klarinet, viool, cello en piano
- 1993 The Shining Colour, voor koperkwintet
- 1994 Shaki-Zhida, voor pipa en strijkkwartet
- 1995 Dream, voor kamerensemble
- 1999 Rain Sketch III, voor pianotrio en koperkwintet
- 2004 23 to the Power 500,000, voor viool, cello en piano
- 2005 Lagua, voor pianoseptet
- 2006 Ba Yih, voor hoornoctet
- 2006 The Voice of the Moon, voor blazersensemble
- 2007 Song of the Warrior, voor koperkwintet
- 2012 Towards the Horizon, voor saxofoonensemble

### Werken voor orgel
- 2001 The Fading Colour, voor elektronische orgel

### Werken voor piano
- 1986 Beyond the Boundary of the Devil's World, voor piano

### Werken voor gitaar
- 1993 Dastan, voor gitarenkwartet

### Werken voor slagwerk
- 1986 Stagnant Water, voor 4 slagwerkers
- 1998 Rain Sketch II, voor slagwerkkwartet
- 2000 Jiou Bian, voor slagwerkkwartet en bandrecorder
- 2001 Kam Ku Ku Kam, voor slagwerkkwartet

### Werken voor traditionele Chinese instrumenten
- 1986 Late Red, voor dizi, xiao, sheng, pipa, guzheng, yangchin, erhu en slagwerk
- 1991 Elegie, voor xiao, sheng, pipa, guzheng, erhu en slagwerk
- 1992 Sounds of Heaven, voor dizi, xiao, sheng, pipa, guzheng, yangchin en 2 erhu's
- 1996 Kalligrafische fantasie, voor dizi, xiao, bawu, pipa, guzheng, erhu en slagwerk
- 1999 Lun, voor xiao, sheng en guzheng

### Elektroakoestische muziek
- 1990 The force of Religion, voor bandrecorder
- 1992 Root, voor bandrecorder
- 1992 Logic of Distraction, voor bandrecorder
- 1993 Dances, voor bandrecorder
- 1993 Rite of the Barberian, voor bandrecorder
- 1993 Pulse, voor tenor, dwarsfluit, klarinet, viool, cello, bandrecorder en live elektronica
- 1995 Look for a Star, voor bandrecorder
- 1996 Chant, voor bandrecorder
- 1998 Dag des oordeels, voor tenor, xiao, theremin en kyma-systeem